# Лузгин, Анатолий Алексеевич
Анатолий Лузгин (родился 28 июля 1931) — советский спортсмен по академической гребле, соревновался в четверках, в партнерстве с Владимиром Евсеевым, Анатолием Ткачуком , Борисом Кузьминым и Виталием Курдченко . Их команда выиграла два европейских титула и серебряную медаль на Чемпионате мира по академической гребле 1966 года. К сожалению, на летних Олимпийских играх 1964 года они заняли лишь пятое место.
Чемпион СССР по академической гребле в 1964 и 1966 годах в составе четверки с рулевым, в 1960 в составе восьмерки с рулевым. Выступал в качестве рулевого.